# Разширителна карта
Разширителните карти (също разширяване на борда, карта с адаптер или аксесоар карта) при компютрите е печатна платка, която може да бъде поставена в разширителен слот на дънната платка на компютъра или платка да добавят функционалност към компютърна система, чрез разширителна шина.
Един от ръба на разширителните карти държи контактите (ръб конектор), които пасват точно в слота. Те създават електрически контакт между електрониката (най-вече интегрални схеми) на картата, както и на дънната платка.
Конектори, монтирани на конзолата, позволяват свързване на външни устройства към картата. В зависимост от формата фактор на дънната платка и случай, около една до седем разширителни карти могат да се добавят към компютърна система. 19 или повече разширителни карти могат да бъдат инсталирани в платка системи. Има и други фактори, които участват в качеството на разширителните карти. Например, повечето графични карти на пазара от 2010 г. са двоен слот за графични карти, използвайки втория слот като място да се сложи активна радиатор с вентилатор.
Някои карти са „нисък профил“ карти, което означава, че те са по-къси от стандартните карти и ще се побере в по-ниска височина на шасито на компютъра. (Налице е „нисък профил PCI карта“ стандарт, която определя много по-малка скоба и площ на борда). Група на разширителни карти, които се използват за външна свързаност, като например мрежата, SAN или модем карти, често се наричат като входно / изходни карти (или I / O карти).
Основната цел на разширителните карти е да предоставят или разширяване на функции, които не се предлагат от дънната платка. Например оригиналния IBM PC не е предоставяне на графики или възможност за твърд диск. В този случай, графична карта и твърд диск карта контролер ST-506, при условие графични възможности и твърд диск интерфейс.
В случай на разширяване на възможностите на борда, дънната платка могат да да предоставят един сериен RS232 порт или Ethernet порт. На разширителните карти могат да бъдат инсталирани, за да предложи множество RS232 порта или многобройни и по-висока пропускателна способност Ethernet порта. В този случай, дънната платка предлага основни функции, но разширяването карта предлага допълнителни или засилени пристанища.
Първият търговски микрокомпютър функция разширителни слота е Micral N, през 1973 година. Първо да се установи де факто стандарт е Altair 8800, разработени 1974-1975. Първоначално бус реализациите са ничия собственост (като например Apple II и Macintosh), но от края на 1970 г. производителите на Intel 8080/Zilog Z80-базирани компютри с CP / M са се заселили около S-100 стандарт. IBM представи Industry Standard Architecture (ISA), бус, с PC на IBM през 1981 г., то тогава се нарича PC бус. IBM XT, въведени през 1983 г., използват един и същи бус (с леко изключение). XT (известен още като 8-битови ISA) е заменен с ISA (известен още като 16-битова ISA), първоначално е известна като AT бус, през 1984 година. IBM MCA бус, разработен за PS / 2 през 1987 г., е бил конкурент на ISA, както и техния дизайн, но изпадна в немилост поради индустрия на ISA-широко приемане и затворени лицензиране на IBM на MCA. EISA, 32-битов разширена версия на ISA, подкрепена от Compaq, е бил използван на някои дънни платки за PC до 1997 г., когато Майкрософт я обяви за „наследство“ от подсистема, PC 97 индустрия бяла хартия. Патентованите местни буси (QV Compaq) и след това на VESA Local Bus Standard, бяха края на 1980 г. разширяване на буси, които са били вързани, но не изключителна до 80386 и 80486 CPU бус. PC/104 е вграден бус, който копира бус ISA.
Intel стартира PCI бус чипсети заедно с P5-базирани Pentium процесори през 1993 година. PCI бус бе въведена през 1991 г. като заместител на ISA. Стандарт (сега във версия 3.0) се намира на PC дънни платки за този ден. PCI стандарт поддържа Bridging, колкото десет маргаритка окован буси PCI са били тествани. Cardbus, с помощта на PCMCIA конектор, е PCI формат, който се прикрепя периферия на PCI Host Bus през PCI към PCI мост. Cardbus се измества от ExpressCard формат. Intel представи AGP бус през 1997 г. като специализирано решение за ускорение на видео. AGP устройства са логически свързани и с PCI бус над PCI-PCI мост. Въпреки че се нарича бус, AGP обикновено поддържа само една карта в даден момент (Legacy BIOS проблеми). От 2005 PCI-Express е замяна на PCI и AGP. Този стандарт, одобрен. През 2004 г., изпълнява логически протокол PCI през сериен интерфейс за комуникация. PC/104 (Plus) или Mini PCI често се добавят за експанзия на малки карти с форм-фактор като Mini-ITX.
USB Форматът е станал де факто стандарт разширителна шина, по-специално за преносими компютри. Всички функции се добавят в слотове за карти могат да бъдат дублирани чрез USB, включително видео, мрежите, съхранението и аудио. USB 2.0 е част от ExpressCard интерфейс и USB 3.0 е част от стандарта на ExpressCard 2.0.
FireWire или IEEE 1394 е серийна шина за разширение, които първоначално са насърчавани за разширяване на Apple Computer Inc. Замяна на бус SCSI. Също така, приети за персонални компютри, които често се използват за съхранение и видео камери, тя има приложение за работа в мрежа, видео и аудио.
След бус S-100, тази статия по-горе се споменава само буси, които се използват за персонални компютри IBM-compatible/Windows-Intel. Повечето компютърни други линии, които не са IBM съвместим, включително тези от Apple Inc (Apple II, Macintosh), Tandy, Commodore, Amiga и Atari, предлагат свои собствени разширителни карти. Apple използва патентована система със седем 50-пинови слотове за Apple II периферни карти, а по-късно използва NuBus за своите Macintosh серия до 1995 г., в който момент те преминали към стандартна шина PCI. Като цяло PCI карти експанзия ще функционират на всеки CPU платформа, ако е налице софтуер драйвер за този вид. PCI видео карти и други карти, които съдържат BIOS са проблематични, въпреки че могат да бъдат използвани за средно монитори видео карти, съответстващи на стандарти VESA. DEC Alpha, IBM PowerPC и NEC MIPS работни станции използват PCI бус съединители.
Дори много конзоли за видео игра, като Sega Genesis, включва разширителни платки, поне в случая на Битие, разширителна шина е бил собственически, и в действителност касетата слотове на много патрон конзоли (включително Atari 2600) квалифицира като разширителни карти, тъй като те изложени едновременно да четат и пишат на възможностите на вътрешния бус система. Въпреки това, разширяването модули към тези интерфейси, макар и функционално същите като разширителни карти, не са технически разширителни карти, поради физичната им форма.
За своите 1000 EX и 1000 HX модели, Tandy Компютърно проектираната PLUS интерфейс разширение, адаптация на XT-бус, поддържащ карти с по-малък форм-фактор. Защото това е електрически съвместим с бус XT (известен още като 8-битова ISA или XT-ISA), пасивен адаптер може да се направи за да се свържете XT карти плюс разширителен конектор. Друга особеност на PLUS карти е, че те се подреждат една върху друга. Друг бус, който предлага разширителни модули, които могат да се подреждат една върху друга, бус „кош“, използвани от IBM PCjr. Това може да са били електрически на същото като или подобни на бус XT, със сигурност някои прилики, тъй както по същество, изложени адрес на 8088 процесора, и базите данни, с някои буфериране и блокировка, добавянето на прекъсвания и DMA, предвидени от Intel добавите на чипове, както и няколко реда за система за откриване на дефекти (мощност Добър, Memory Check, I / O Канал Check). Отново, PCjr кош не са технически разширителни карти, но разширителни модули, с единствената разлика, е, че кош е на разширителните карти, затворени в пластмасова кутия (с дупки, излагането на конекторите).